# Maria Persson
Maria Ann-Christin Persson (Stockholm, 9 juni 1959) is een Zweeds voormalig actrice die als kind bekend werd met haar rol als Annika in de televisieserie Pippi Langkous en bijhorende films. Hierna wilde ze doorgaan met acteren en ze ging studeren aan de Calle Flygares teaterskola. Het was echter moeilijk voor haar om rollen te krijgen omdat veel mensen haar nog steeds als Annika zagen. Hierdoor gaf ze haar acteercarrière op.
Ze volgde een opleiding tot verpleegster en ging met een Spanjaard op Mallorca wonen, deze relatie liep stuk en Persson werkt sindsdien als bejaardenverzorgster.

## Filmografie
- 1969-1971 - Pippi Langkous (televisieserie)
- 1969 - Pippi Langkous (film uit 1969)
- 1969 - Pippi gaat van boord
- 1970 - Pippi in Taka-Tukaland
- 1970 - Pippi zet de boel op stelten